# Годечко
 Тази статия е за историко-географската област.  За общината вижте Годеч (община).  
Годечко е историко-географска област в Западна България, около град Годеч.
Тя се формира след разделянето на Царибродско от Ньойския договор от 1919 година върху неговата югоизточна част, останала на територията на България. Територията ѝ съвпада приблизително с някогашната Годечка околия – днешните общини Годеч и Драгоман (без селата Василовци, Мало Малово и Цръклевци от Софийско), както и селата Бахалин, Драготинци и Извор в община Сливница. Разположена е в Годечката и Бурелската котловина и по съседните планини. Граничи с Берковско на север, Врачанско и Софийско на изток, Брезнишко на юг и Трънско и основната част от Царибродско на запад.